# Recopa Sudamericana 2008
La Recopa Sudamericana 2008 fue la decimosexta edición del torneo organizado por la Confederación Sudamericana de Fútbol, que enfrenta anualmente al campeón de la Copa Libertadores de América con el campeón de la Copa Sudamericana.
La disputaron los cuadros argentinos de Boca Juniors, ganador de la Copa Libertadores 2007, y Arsenal, vencedor de la Copa Sudamericana 2007. Ambos se enfrentaron en partidos de ida y vuelta, desarrollados los días 13 y 27 de agosto de 2008 en los estadios Presidente Perón y Alberto J. Armando, respectivamente. Boca Juniors se coronó campeón del torneo al superar a su rival con un global de 5-3, y logró su cuarto título en la competencia, récord que a la fecha no ha podido ser alcanzado por ningún otro club. A su vez, fue el último título internacional obtenido por Boca Juniors hasta la actualidad.

## Equipos participantes
|  | Arsenal      |  | Bandera de Argentina |  | Campeón de la Copa Sudamericana (2007) |
|  | Boca Juniors |  | Bandera de Argentina |  | Campeón de la Copa Libertadores (2007) |

## Sedes
| Avellaneda                     | Buenos Aires                   |
| ------------------------------ | ------------------------------ |
| Estadio El Cilindro            | Estadio La Bombonera           |
| Capacidad: 67 389 espectadores | Capacidad: 49 000 espectadores |
|                                |                                |

## Resultados
| Bandera de Argentina | vs. | Bandera de Argentina |
| Boca Juniors 3 2     | vs. | Arsenal 1 2          |

### Partido de ida
| 13 de agosto de 2008, 19:30 (UTC-3) | Arsenal  | 1:3 (1:2) | Boca Juniors                              | Estadio El Cilindro, Avellaneda                            |                                                            |
|                                     | Sava 25' |           | Palermo 21' · Palacio 32' · Battaglia 90' | Asistencia: 10 359 espectadores Árbitro(s): Gabriel Favale | Asistencia: 10 359 espectadores Árbitro(s): Gabriel Favale |

| 1          | POR        | Mario Cuenca       | 46' |
| 14         | DEF        | Javier Gandolfi    |     |
| 21         | DEF        | Josimar Mosquera   |     |
| 6          | DEF        | Aníbal Matellán    |     |
| 15         | DEF        | Damián Pérez       | 66' |
| 23         | MED        | Sebastián Carrera  | 81' |
| 13         | MED        | Carlos Casteglione |     |
| 5          | MED        | Cristian Pellerano |     |
| 24         | MED        | Javier Yacuzzi     |     |
| 10         | DEL        | Alejandro Gómez    |     |
| 11         | DEL        | Facundo Sava       |     |
| Entrenador | Entrenador | Daniel Garnero     |     |

| 1          | POR        | Mauricio Caranta        |     |
| 4          | DEF        | Hugo Ibarra             |     |
| 2          | DEF        | Julio César Cáceres     |     |
| 16         | DEF        | Gabriel Paletta         |     |
| 3          | DEF        | Claudio Morel Rodríguez |     |
| 22         | MED        | Fabián Vargas           |     |
| 5          | MED        | Sebastián Battaglia     |     |
| 23         | MED        | Jesús Dátolo            | 90' |
| 11         | MED        | Leandro Gracián         | 75' |
| 14         | DEL        | Rodrigo Palacio         | 75' |
| 9          | DEL        | Martín Palermo          |     |
| Entrenador | Entrenador | Carlos Ischia           |     |

| 12 | POR | Cristian Campestrini | 46' |
| 4  | DEF | Darío Espínola       | 66' |
| 9  | DEL | Luciano Leguizamón   | 81' |

| 19 | MED | Neri Cardozo    | 75' |
| 17 | DEL | Ricardo Noir    | 75' |
| 15 | MED | Álvaro González | 90' |

| Anotado | 25' | Facundo Sava | 1:1 |

| Anotado | 21' | Martín Palermo      | 0:1 |
| Anotado | 32' | Rodrigo Palacio     | 1:2 |
| Anotado | 90' | Sebastián Battaglia | 1:3 |

| Amonestado | 20' | Josimar Mosquera   |
| Amonestado | 33' | Javier Gandolfi    |
| Amonestado | 37' | Carlos Casteglione |
| Amonestado | 41' | Damián Pérez       |
| Amonestado | 76' | Aníbal Matellán    |
| Amonestado | 90' | Luciano Leguizamón |

| Amonestado | 81' | Jesús Dátolo        |
| Amonestado | 82' | Sebastián Battaglia |

|  |  |  |

| Fallo de penal | 20' | Martín Palermo: penal fallado (atajado) |

| Árbitro             | Gabriel Favale    |
| Árbitros asistentes | Horacio Herrero   |
| Árbitros asistentes | Ariel Bustos      |
| Cuarto árbitro      | Juan Pablo Pompei |

| 1          | POR        | Mario Cuenca       | 46' |
| 14         | DEF        | Javier Gandolfi    |     |
| 21         | DEF        | Josimar Mosquera   |     |
| 6          | DEF        | Aníbal Matellán    |     |
| 15         | DEF        | Damián Pérez       | 66' |
| 23         | MED        | Sebastián Carrera  | 81' |
| 13         | MED        | Carlos Casteglione |     |
| 5          | MED        | Cristian Pellerano |     |
| 24         | MED        | Javier Yacuzzi     |     |
| 10         | DEL        | Alejandro Gómez    |     |
| 11         | DEL        | Facundo Sava       |     |
| Entrenador | Entrenador | Daniel Garnero     |     |

| 1          | POR        | Mauricio Caranta        |     |
| 4          | DEF        | Hugo Ibarra             |     |
| 2          | DEF        | Julio César Cáceres     |     |
| 16         | DEF        | Gabriel Paletta         |     |
| 3          | DEF        | Claudio Morel Rodríguez |     |
| 22         | MED        | Fabián Vargas           |     |
| 5          | MED        | Sebastián Battaglia     |     |
| 23         | MED        | Jesús Dátolo            | 90' |
| 11         | MED        | Leandro Gracián         | 75' |
| 14         | DEL        | Rodrigo Palacio         | 75' |
| 9          | DEL        | Martín Palermo          |     |
| Entrenador | Entrenador | Carlos Ischia           |     |

| 12 | POR | Cristian Campestrini | 46' |
| 4  | DEF | Darío Espínola       | 66' |
| 9  | DEL | Luciano Leguizamón   | 81' |

| 19 | MED | Neri Cardozo    | 75' |
| 17 | DEL | Ricardo Noir    | 75' |
| 15 | MED | Álvaro González | 90' |

| Anotado | 25' | Facundo Sava | 1:1 |

| Anotado | 21' | Martín Palermo      | 0:1 |
| Anotado | 32' | Rodrigo Palacio     | 1:2 |
| Anotado | 90' | Sebastián Battaglia | 1:3 |

| Amonestado | 20' | Josimar Mosquera   |
| Amonestado | 33' | Javier Gandolfi    |
| Amonestado | 37' | Carlos Casteglione |
| Amonestado | 41' | Damián Pérez       |
| Amonestado | 76' | Aníbal Matellán    |
| Amonestado | 90' | Luciano Leguizamón |

| Amonestado | 81' | Jesús Dátolo        |
| Amonestado | 82' | Sebastián Battaglia |

|  |  |  |

| Fallo de penal | 20' | Martín Palermo: penal fallado (atajado) |

| Árbitro             | Gabriel Favale    |
| Árbitros asistentes | Horacio Herrero   |
| Árbitros asistentes | Ariel Bustos      |
| Cuarto árbitro      | Juan Pablo Pompei |

### Partido de vuelta
| 27 de agosto de 2008, 20:00 (UTC-3) | Boca Juniors                | 2:2 (1:0) | Arsenal                 | Estadio La Bombonera, Buenos Aires                       |                                                          |
|                                     | Palacio 7' · Riquelme 90+1' |           | Carrera 58' · Matos 69' | Asistencia: 37 357 espectadores Árbitro(s): Saúl Laverni | Asistencia: 37 357 espectadores Árbitro(s): Saúl Laverni |

| 1          | POR        | Mauricio Caranta        |     |
| 4          | DEF        | Hugo Ibarra             |     |
| 2          | DEF        | Julio César Cáceres     |     |
| 16         | DEF        | Gabriel Paletta         |     |
| 3          | DEF        | Claudio Morel Rodríguez |     |
| 22         | MED        | Fabián Vargas           |     |
| 5          | MED        | Sebastián Battaglia     |     |
| 23         | MED        | Jesús Dátolo            | 72' |
| 10         | MED        | Juan Román Riquelme     |     |
| 14         | DEL        | Rodrigo Palacio         | 75' |
| 7          | DEL        | Lucas Viatri            |     |
| Entrenador | Entrenador | Carlos Ischia           |     |

| 12         | POR        | Cristian Campestrini |     |
| 4          | DEF        | Darío Espínola       |     |
| 3          | DEF        | Carlos Báez          |     |
| 6          | DEF        | Aníbal Matellán      |     |
| 18         | DEF        | Cristian Díaz        |     |
| 23         | MED        | Sebastián Carrera    | 89' |
| 13         | MED        | Carlos Casteglione   |     |
| 24         | MED        | Javier Yacuzzi       |     |
| 10         | DEL        | Alejandro Gómez      |     |
| 23         | DEL        | Mauro Matos          | 85' |
| 9          | DEL        | Luciano Leguizamón   | 46' |
| Entrenador | Entrenador | Daniel Garnero       |     |

| 21 | MED | Cristian Chávez | 72' |
| 17 | DEL | Ricardo Noir    | 75' |

| 22 | MED | José Contreras | 46' |
| 17 | DEL | Facundo Coria  | 85' |
| 8  | MED | Sergio Sena    | 89' |

| Anotado | 7'    | Rodrigo Palacio     | 1:0 |
| Anotado | 90+1' | Juan Román Riquelme | 2:2 |

| Anotado | 58' | Sebastián Carrera | 1:1 |
| Anotado | 69' | Mauro Matos       | 1:2 |

| Amonestado | 84' | Mauricio Caranta |

| Amonestado | 5'  | Javier Yacuzzi  |
| Amonestado | 37' | Aníbal Matellán |

|  |  |  |

| Expulsado                                | 64' | Carlos Báez    |
| Otorgado · Otorgado otra vez · Expulsado | 80' | Christian Díaz |

| Árbitro             | Saúl Laverni      |
| Árbitros asistentes | Francisco Rocchio |
| Árbitros asistentes | Gustavo Esquivel  |
| Cuarto árbitro      | Federico Beligoy  |

| 1          | POR        | Mauricio Caranta        |     |
| 4          | DEF        | Hugo Ibarra             |     |
| 2          | DEF        | Julio César Cáceres     |     |
| 16         | DEF        | Gabriel Paletta         |     |
| 3          | DEF        | Claudio Morel Rodríguez |     |
| 22         | MED        | Fabián Vargas           |     |
| 5          | MED        | Sebastián Battaglia     |     |
| 23         | MED        | Jesús Dátolo            | 72' |
| 10         | MED        | Juan Román Riquelme     |     |
| 14         | DEL        | Rodrigo Palacio         | 75' |
| 7          | DEL        | Lucas Viatri            |     |
| Entrenador | Entrenador | Carlos Ischia           |     |

| 12         | POR        | Cristian Campestrini |     |
| 4          | DEF        | Darío Espínola       |     |
| 3          | DEF        | Carlos Báez          |     |
| 6          | DEF        | Aníbal Matellán      |     |
| 18         | DEF        | Cristian Díaz        |     |
| 23         | MED        | Sebastián Carrera    | 89' |
| 13         | MED        | Carlos Casteglione   |     |
| 24         | MED        | Javier Yacuzzi       |     |
| 10         | DEL        | Alejandro Gómez      |     |
| 23         | DEL        | Mauro Matos          | 85' |
| 9          | DEL        | Luciano Leguizamón   | 46' |
| Entrenador | Entrenador | Daniel Garnero       |     |

| 21 | MED | Cristian Chávez | 72' |
| 17 | DEL | Ricardo Noir    | 75' |

| 22 | MED | José Contreras | 46' |
| 17 | DEL | Facundo Coria  | 85' |
| 8  | MED | Sergio Sena    | 89' |

| Anotado | 7'    | Rodrigo Palacio     | 1:0 |
| Anotado | 90+1' | Juan Román Riquelme | 2:2 |

| Anotado | 58' | Sebastián Carrera | 1:1 |
| Anotado | 69' | Mauro Matos       | 1:2 |

| Amonestado | 84' | Mauricio Caranta |

| Amonestado | 5'  | Javier Yacuzzi  |
| Amonestado | 37' | Aníbal Matellán |

|  |  |  |

| Expulsado                                | 64' | Carlos Báez    |
| Otorgado · Otorgado otra vez · Expulsado | 80' | Christian Díaz |

| Árbitro             | Saúl Laverni      |
| Árbitros asistentes | Francisco Rocchio |
| Árbitros asistentes | Gustavo Esquivel  |
| Cuarto árbitro      | Federico Beligoy  |

|                                 |
| Bandera de Argentina            |
| Campeón Boca Juniors 4.º título |